# Diether von Isenburg

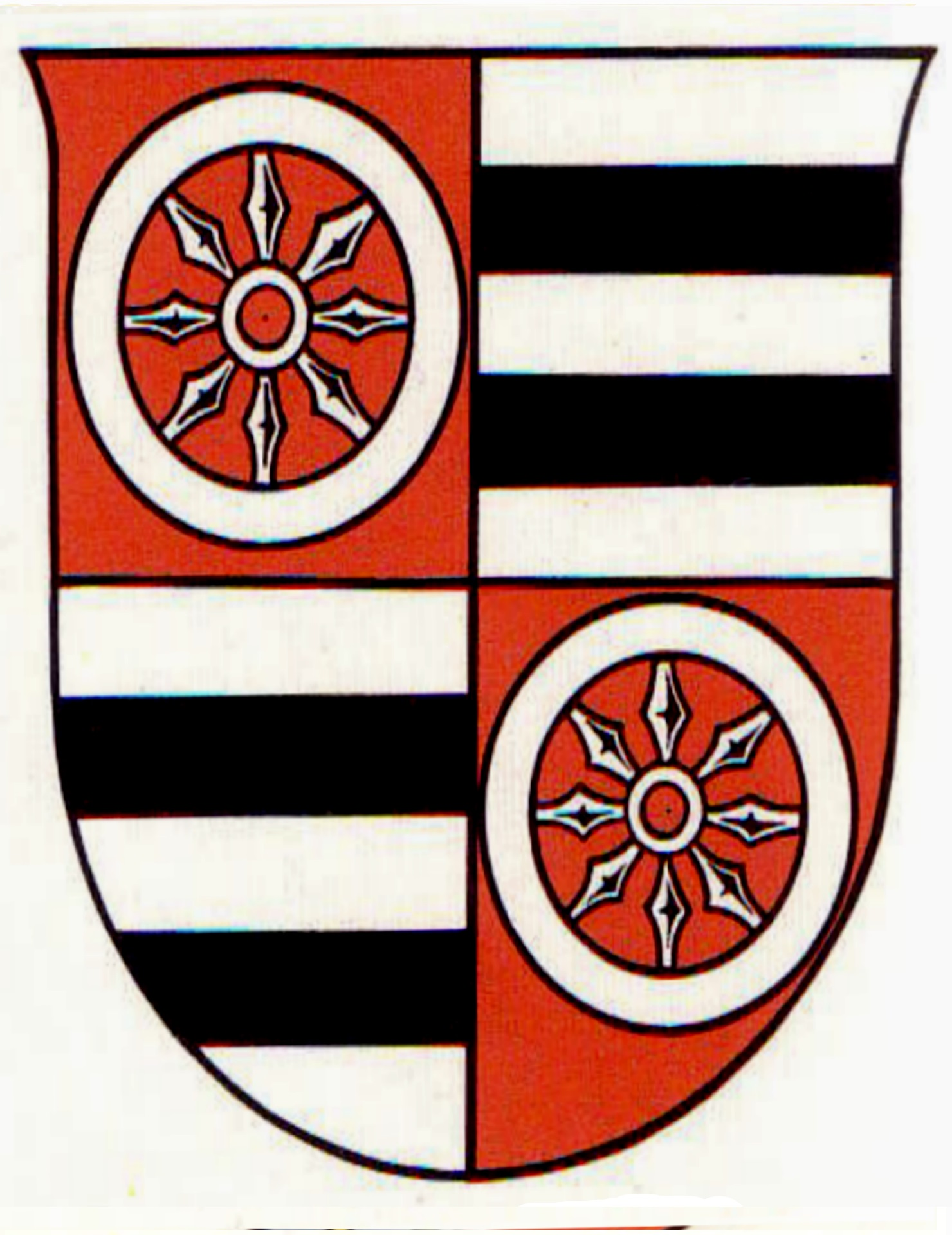
Wappen des Erzbischofs von Mainz

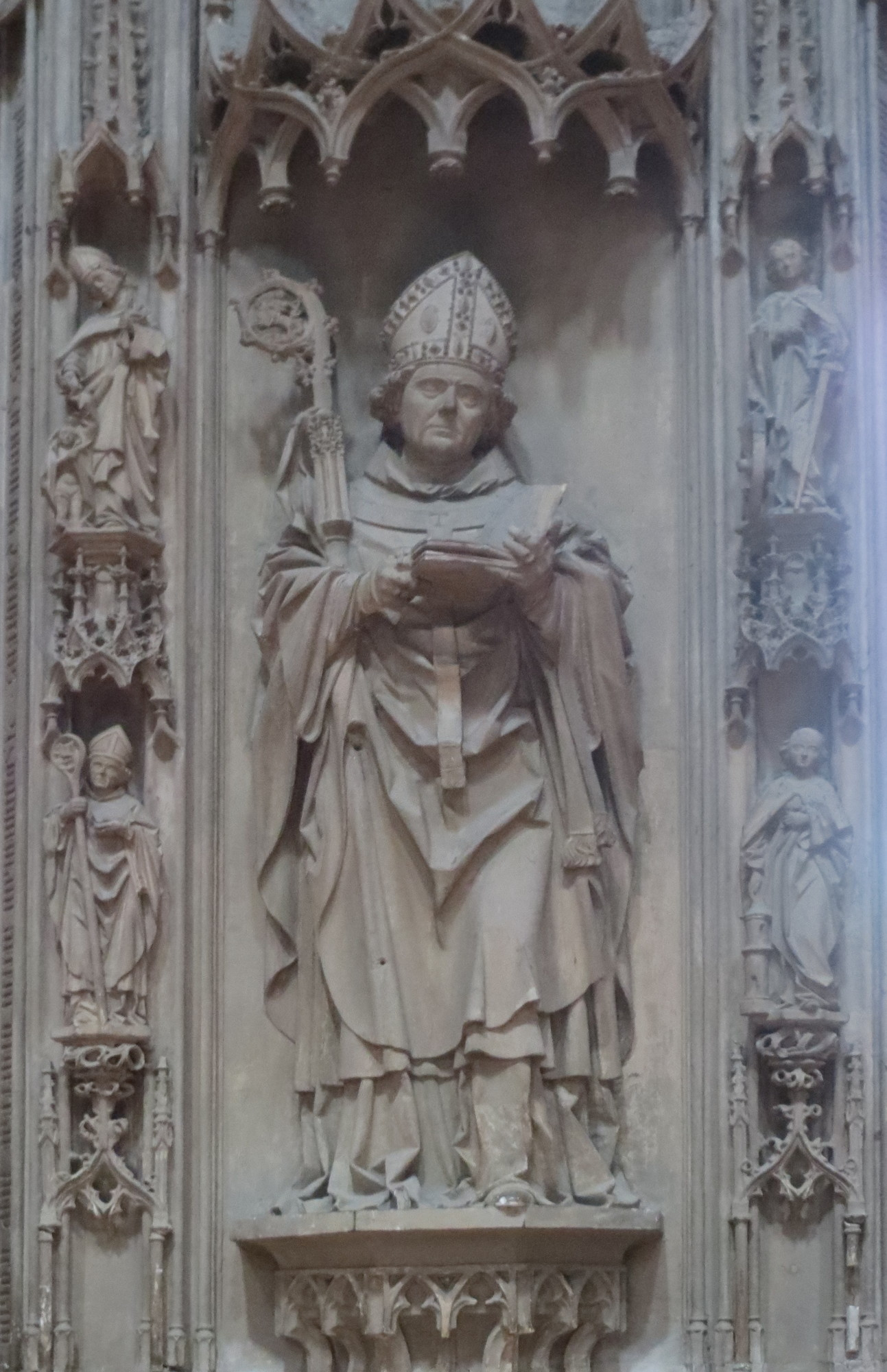
Das Grabmal im Mainzer Dom

Diether von Isenburg (* 1412; † 7. Mai 1482 in Aschaffenburg) war ein deutscher Geistlicher, Domherr Bischof und Kanzler des Reiches. Er war zweimaliger Erzbischof von Mainz und hatte maßgeblichen Einfluss auf die Mainzer Stiftsfehde. Als Mainzer Erzbischof war er ex officio auch Kurfürst und Erzkanzler für Deutschland. Er gründete 1477 die Universität Mainz.

## Leben
Seine Eltern waren Graf Diether I. von Isenburg in Büdingen (ab 1442 erwähnt, † 20. November 1461) und dessen Frau Elisabeth von Solms-Braunfels († 17. Juli 1451). Diether wurde schon früh für den geistlichen Stand bestimmt, denn sein älterer Bruder Johann sollte die gräfliche Nachfolge antreten. Johann jedoch entschloss sich im Alter von 21 Jahren, ins Kloster zu gehen, so dass (eher ungewöhnlich) der jüngere Bruder Ludwig (II.), zum nächsten Grafen von Isenburg-Büdingen bestimmt wurde. Diether studierte in Köln und dann in Erfurt, wo er 1434 Rektor wurde, begab sich dann nach Mainz, wo er seit 1427 Domherr und ab 1453 Kustos der Domkirche war.
Bei einer Wahl zum Trierer Erzbischof konnte sich Diether 1456 nicht gegen Johann II. von Baden durchsetzen, da er im Domkapitel nur eine Minderheit hinter sich hatte.
Nachdem er sich verpflichtet hatte, dem Bund des verstorbenen Kurfürsten und Erzbischofs von Mainz, Dietrich Schenk von Erbach, mit dem Kurfürsten und Markgrafen von Brandenburg, Albrecht Achilles, gegen den Kurfürsten und Pfalzgrafen bei Rhein, Friedrich I., beizutreten, wurde Diether am 18. Juni 1459 mit knapper Mehrheit vor Adolf von Nassau zum Erzbischof von Mainz gewählt, jedoch nie vom Papst bestätigt.
1461 berief Diether in Nürnberg einen Fürstentag ein, auf dem er für eine Reichs- und Kirchenreform warb. So verlangte er hier energisch die Abschaffung der päpstlichen Annatenforderungen durch ein allgemeines Konzil.

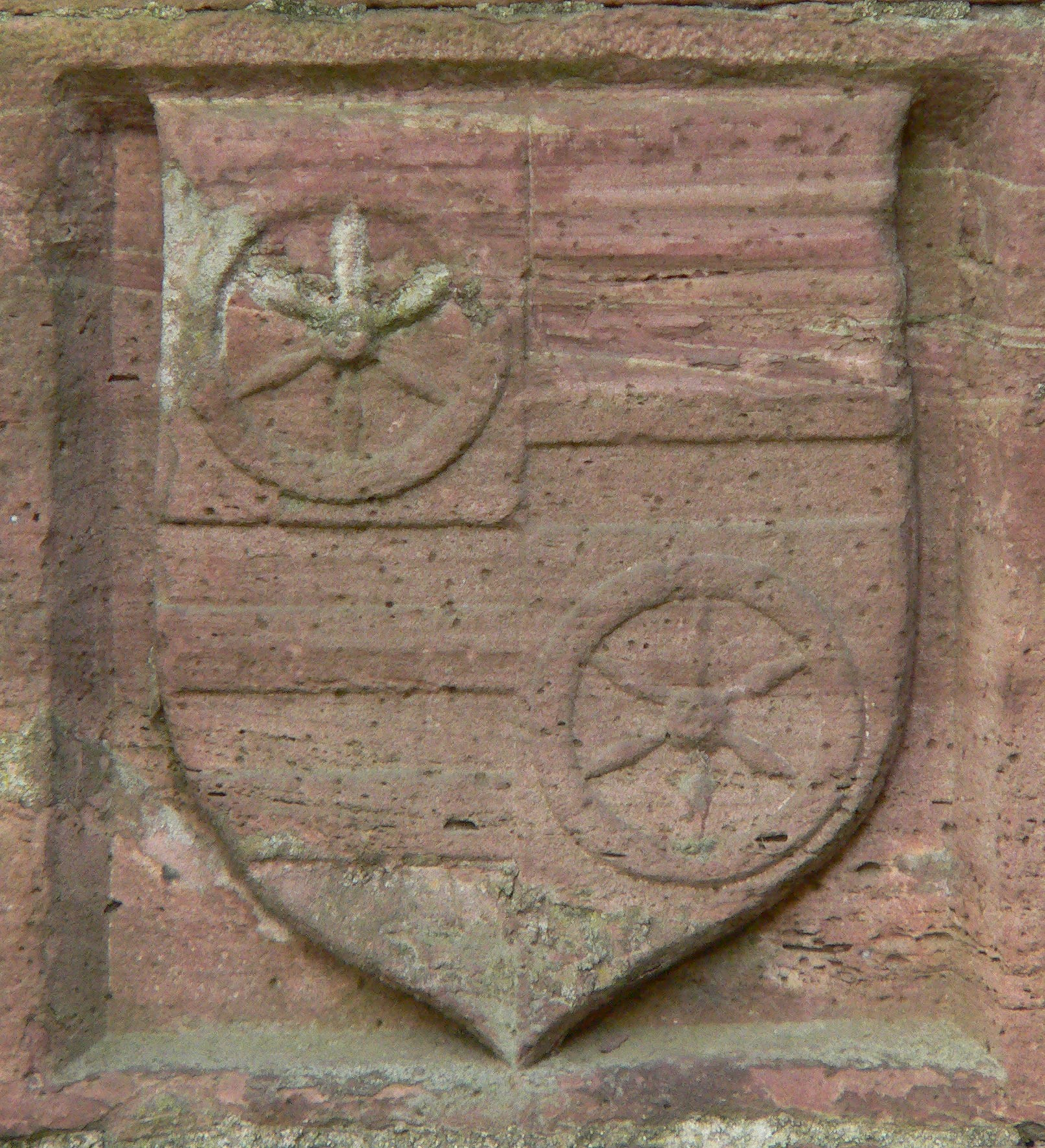
Wappen Diethers von Isenburg an der Höchster Stadtmauer

Durch seine kritische Position zu Papst Pius II. und Kaiser Friedrich III. kam es zum Eklat, zur sog. Mainzer Stiftsfehde.
Da Diether sich weigerte, seine Reformbestrebungen aufzugeben, wurde er am 21. August 1461 durch den Papst abgesetzt und gebannt. Dem setzte er Gewalt entgegen, und es begann ein verheerender Krieg zwischen ihm und dem vom Papst eingesetzten neuen Erzbischof Adolf von Nassau und ihren beiderseitigen Verbündeten, in dem Diether letztlich unterlag. Adolfs Truppen eroberten in der Nacht zum 28. Oktober 1462 die Stadt Mainz. Bis dahin hatten die Mainzer Bürger Diether die Treue gehalten, doch nun mussten er und seine Anhänger – unter ihnen auch Johannes Gutenberg – aus der Stadt fliehen. 400 Menschen fanden in dieser Nacht den Tod, 400 weitere wurden aus der Stadt vertrieben. Die Stiftsfehde wurde am 5. Oktober 1463 im Frieden von Zeilsheim unter einem Baum auf freiem Feld bei Zeilsheim beigelegt. Diether erhielt die mainzischen Ämter Höchst, Steinheim und Dieburg als eigene Herrschaft; seine Residenz war das erzbischöfliche Höchster Schloß.
Als Adolf von Nassau 1475 auf dem Sterbebett lag, schlug er seinen Vorgänger und einstigen Widersacher Diether als seinen Nachfolger vor. Am 9. November 1475 wurde Diether von Isenburg dann tatsächlich erneut zum Erzbischof gewählt. Dieses Mal wurde seine Wahl durch Papst Sixtus IV. bestätigt.
Er war nun nicht mehr bestrebt, weitreichende Reformen durchzusetzen, und bemühte sich fortan um die Durchführung strenger Kirchenzucht. So veranlasste er u. a. die Beendigung der Niklashäuser Wallfahrt von 1476 und leitete den Ketzerprozess gegen Johann von Wesel. In Rom war er zeitweilig primus inter pares. 1480 wurde das Kloster Weißenstein in seinem Auftrag vom Böddekener Prior reformiert, Böddekener Chorherren wurden die neuen Rektoren und Beichtväter im Kloster Weißenstein.
1477 stiftete Diether die Universität in Mainz, ab 1478 ließ er am Rheinufer die Martinsburg errichten. Nach seinem Tode 1482 wurde er im Mainzer Dom beigesetzt.
Zu seinen Nachfahren gehörte etwa Otto Friedrich Fürst zu Ysenburg und Büdingen.